# 小林流 (空手道)
小林流是空手道的一个流派，其创始人为知花朝信。
1933年，空手家知花朝信创立了自己的流派——小林流，从此以后，小林流与刚柔流、上地流并称为冲绳空手道三大流派。1948年，知花朝信建立了冲绳小林流空手道协会。
小林流继承了糸洲安恒系统的型，由于知花朝信曾经师事于多和田真睦，也吸收了多和田的一些型。知花朝信的弟子们拜其他流派的空手家为师，使得小林流得以改进和发展。
小林流在知花朝信死后分为冲绳空手道小林流小林馆协会、小林流究道馆、冲绳空手道小林流武德馆、礼邦馆、冲绳小林流空手振兴会、冲绳空手道小林流妙武馆协会六个会派，并在日本以外设立众多支部道场。小林流也是第一个传入中国的空手道流派。

## 脚注
1. 「小林流」的正式发音为「Shōrin-ryū」，但由于与「少林流」和「松林流」的发音相同，因此有时候也读作「Kobayashi-ryū」以示区别。